# Datis
Datis (¿?-¿?) (en persa antiguo: Dâtiça, en elamita Datiya) fue un general medo, comandante en jefe de la fuerza expedicionaria persa durante la primera Guerra Médica, que acabó con la batalla de Maratón en el 490 a. C.

## Contexto histórico
Hay muy pocos textos antiguos acerca de la vida del medo Datis, quien tuvo que ser uno de los generales más importantes del imperio aqueménida en el primer cuarto del siglo V a. C. Nuestra fuente más extensa es el historiador griego Heródoto de Halicarnaso.
En el 499 a. C., los griegos del Asia Menor, más conocidos como jonios, se rebelaron contra el imperio aqueménida en la llamada Revuelta jónica. Los líderes pro-persas de las ciudades en rebelión fueron hechos presos, las guarniciones persas se vieron forzadas a rendirse y en el verano del 498 a. C., Sardes, capital de la satrapía de Lidia, fue destruida. El rey persa Darío I envió ejércitos para suprimir la revuelta y finalmente, en noviembre del 494 a. C., el último bastión rebelde, Mileto, tuvo que rendirse.

### El rol de Datis en la rebelión
Heródoto no menciona a Datis, pero se sabe por una inscripción encontrada en Rodas que estaba presente. Capturó en el 495 a. C. la isla y ciudad que guardaban la entrada al Egeo. La inscripción es comparativamente reciente con los hechos, por lo que pudiera haber sido hecha a posterioridad por un patriota rodio que quiso de esta forma demostrar que sus ancestros fueron fieles a la rebelión griega, algo que Heródoto no nos cuenta.
En todo caso, si la inscripción es una falsificación, es una muy buena, porque se sabe por algunas tablillas encontradas en Persépolis que Datis estaba involucrado en la supresión de la revuelta. En febrero del 494 a. C. viajó a ver al rey desde Sardes a Persépolis utilizando el sistema de relevos de caballos (pirradaziš) a través del Camino Real Persa. Esto prueba que había estado en el oeste, por lo que es muy probable que dirigiera la acción naval contra Rodas el año anterior. Entonces es también posible que Datis comandara posteriormente la armada persa en la batalla naval de Lade el 20 de octubre del 494 a. C., batalla que significó el inicio del asedio a Mileto y el fin de la revuelta jónica.

## Primera guerra médica
En el 490 a. C., el rey Darío envió una expedición al oeste. Aproximadamente 600 navíos construidos en Cilicia fueron puestos a la mar para transportar tropas a través del Egeo. Datis y Artafernes, hijo de otro Artafernes y sobrino de Darío, comandaban la expedición. Heródoto presenta esta expedición como una acción punitiva contra Atenas y Eretria por su apoyo anterior a las ciudades jonias rebeldes, aunque seguro que había otros motivos. Los persas pretendían el dominio del Egeo para así crear una zona de seguridad entre la Grecia continental y el Asia Menor. Era el mismo proyecto que años atrás había sido propuesto a Artafernes padre por el tirano Aristágoras de Mileto, quien intentó en vano la conquista de Naxos, la mayor isla de las Cícladas.
Los principales objetivos de la expedición fueron logrados. Los persas se adueñaron de las Cícladas, y específicamente de Naxos. Posteriormente tomaron la isla de Delos, un centro cultural del mundo griego. El dios Apolo, a quien los persas creían la representación griega de su propio dios supremo Ahuramazda, recibió un espléndido sacrificio de Datis en forma de 300 talentos de incienso. Más tarde, el 1 de septiembre ocuparon Eubea y su capital Eretria (cuyos habitantes fueron deportados a Elam).

## En Maratón
Los persas estaban listos para intentar su última misión, devolver el poder al antiguo tirano pro-persa depuesto de Atenas, Hipias. El 5 de septiembre desembarcaron en Maratón, a unos 25 km al norte de Atenas. Los atenienses enviaron un ejército de contención para bloquear el paso pero se mantuvieron a la espera a distancia segura sin atacar a los persas, quienes pudieron saquear el territorio a placer durante cinco días. Los atenienses esperaban la ayuda de Esparta y los persas, alguna señal que indicara que los partidarios de Hipias habían incitado a Atenas a la rebelión. Finalmente, Datis y Artafernes decidieron abandonar Maratón la mañana del 10 de septiembre. Pretendían reembarcar a las tropas para dirigirse a Atenas por mar. Cuando ya la caballería estaba embarcada, el general ateniense Milcíades propuso el ataque inmediato contra las tropas que aún permanecían en tierra firme. Los griegos se lanzaron inesperadamente a la carga, y aunque al principio el frente poco profundo parecía desmoronarse por el medio de la línea de batalla, los flancos fueron capaces de ejecutar una maniobra envolvente, infringiendo graves daños y derrotando claramente a los persas.
Heródoto es la fuente más extensa para la batalla de Maratón. Sin embargo, es posible que la batalla no tuviera en el fondo tanta repercusión como dice. Fue sin duda una victoria clara griega, pero no dejaba de ser una acción en la retaguardia. Además, se sabe seguro que Artafernes no perdió el favor del rey tras Maratón, y es posible que Datis tampoco. Después de todo, el Egeo era persa, evitando así cualquier intento de ataque griego a las posesiones de Darío.
Otro historiador griego, Ctesias de Cnido, del que se desconoce su fiabilidad, asegura que Datis falleció en Maratón. Según Ctesias, los atenienses rechazaron devolver el cuerpo cuando fueron requeridos a ello por los persas. No hay manera de verificar o refutar esta teoría, pero entra en conflicto con el análisis anterior de Heródoto de que Datis sobrevivió a la batalla.
Datis tuvo dos hijos, Harmamitras y Titeo, quienes comandaron la caballería durante la expedición a Grecia de Jerjes I en el 480 a. C., en la segunda Guerra Médica.